# Nerio I Acciaiuoli

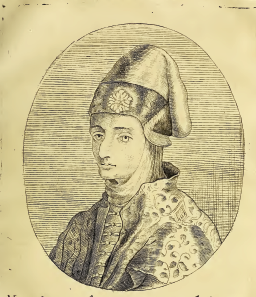
Nerio I Acciaioli

Nerio I Acciaiuoli (zm. 25 września 1394) – władca Księstwa Aten i książę Teb w latach 1388–1394, baron Koryntu 1371-1394.

## Życiorys
Pochodził z florenckiego rodu Acciaiuoli. Jego ojcem był Jakub Acciaiuoli, matką zaś Bartolomea di Bindaccio. Był przybranym synem seneszala Królestwa Neapolu, Niccolò Acciaiuoli. W 1362 roku objął w posiadanie baronie Wostistę i Nivelet na Peloponezie. W 1371 roku opanował Korynt. Po czym rozpoczął walki z władającymi Atenami Katalończykami. W 1388 roku zajął Ateny i Teby. W tym samym roku Wenecjanie opanowali znajdujące się w rękach potomków Waltera z Brienne: Argos i Nauplię.
Nerio był bardzo popularnym władcą. Ulegał wpływom greckim. Zgodził się na powrót ortodoksyjnego biskupa Aten. Zawarł sojusz z despotesem Morei Teodorem I Paleologiem, by wspólnie walczyć przeciw Nawaryjczykom. Pod koniec życia w styczniu 1394 roku przyjął za zgodą króla Neapolu Władysława tytuł książęcy. Wydał jedną ze swych córek Franciszkę za hrabiego Kefalenii, mającego posiadłości na Peloponezie, Karola I Tocco, drugą Bartolomeę za despotesa Morei, Teodora I Paleologa. Na mocy testamentu Ateny, Korynt i ziemie na Peloponezie przypadły zięciowi Karolowi, a Teby z Beocją synowi Antoniemu.